# 종교 음악
종교 음악(宗敎音樂)은 어떤 종교의 의식에 쓰이는 전례음악(典禮音樂)과 전례에서는 쓰이지 않지만 텍스트나 그 밖의 것이 종교적인 내용을 가진 음악과의 총칭이다. 종교와 음악의 결합은 오래되며 또한 깊다. 세계의 대종교는 한발리파 이슬람교 만 제외하고 전례에 음악을 쓰고 있으며, 따라서 음악 발전의 초보적 단계에서 종교가 이룬 역할은 매우 크다. 그 중에서도 음악을 키우는 데 가장 성공한 것은 기독교 특히 로마 가톨릭교회이다. 그러나 음악은 자유로운 예술로 자립할 수 있는 능력을 가지고 있다. 그러한 본능이 작용했을 때 음악은 전례의 틀에서 벗어나지만, 그 때에도 완전히 세속적인 내용으로 되는 것과, 전례로는 쓰이지 않으나 종교적·도덕적 의도를 지니는 것으로 나뉜다. 일반적으로 말하여 종교음악은 종교와의 결연에서 언어를 쓰는 경우가 많으며, 따라서 성악을 주체로 하고 있는 것이 보통이다.

## 같이 보기
- 기독교 음악